# Матьё, Леопольд
Генрих Фридрих Леопольд Матьё (нем. Heinrich Friedrich Leopold Matthieu ; 1750, Берлин — 1778) — немецкий художник-портретист.

## Биография
Сын художника Давида Матьё (1697—1756) и его жены, художницы Анны Розины (1713—1783), урождённой Лисиевской, во втором браке де Гаск. Обучался живописи у своей матери, затем посещал Академию художеств в Гааге и Гёттингенский университет, где специализировался на изящной словесности. Леопольд Матьё создал ряд портретов немецких деятелей искусства, в том числе, писателя Генриха Бойе.
Его братом был художник Георг Матьё (1737—1778).

## Галерея

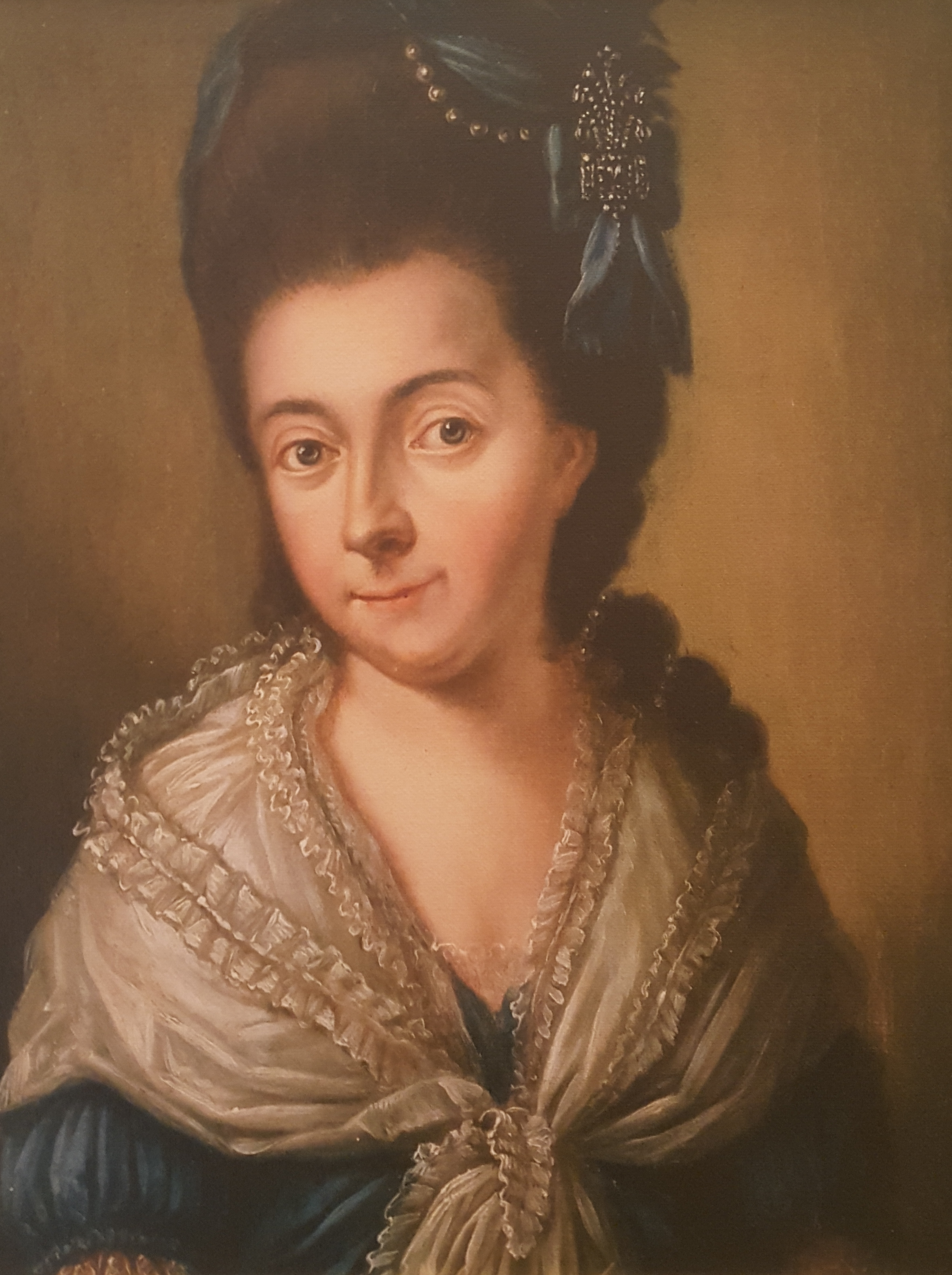
Портрет графини Казимиры цур Липпе.
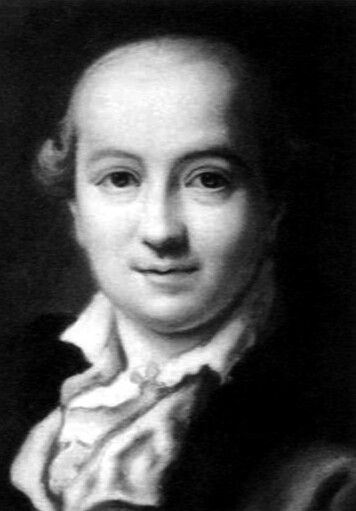
Портрет писателя Генриха Бойе.